# Svolta pericolosa (film)
Svolta pericolosa (Traveller) è un film del 1997 diretto da Jack N. Green, incentrato su un gruppo di nomadi nella rurale Carolina del Nord.